# Pynk
Pynk è un singolo della cantante statunitense Janelle Monáe, pubblicato il 10 aprile 2018 come terzo estratto dal terzo album in studio Dirty Computer.

## Descrizione
Il brano, in collaborazione con la musicista e cantante canadese Grimes, viene descritta dalla Monáe come, «una celebrazione della creazione, dell'amore di sé, della sessualità e del potere della vagina», e che il colore rosa «unisce tutta l'umanità», perché è il colore «che si trova negli angoli più profondi e più scuri e fessure degli esseri umani ovunque.»

## Video musicale
Il videoclip diretto da Emma Westenberg, è stato pubblicato il 10 aprile 2018 sul canale YouTube della cantante. La trama trova la Monáe e la compagna Tessa Thompson insieme a un gruppo di altre donne che danzano in un deserto, dormono e si siedono in piscina mentre esprimono apprezzamento per la vagina. L'artista indossa un paio di pantaloni creati dallo stilista Duran Lantink che richiamano le forme dell'organo genitale femminile.

## Riconoscimenti
2019 - Grammy Award
- Candidatura al miglior videoclip

2018 - MTV Video Music Awards
- Candidatura al miglior video con un messaggio sociale